# Plešivec (1028 m)
Plešivec, 1028 m n.p.m. – bazaltowy szczyt w północno-zachodnich Czechach w paśmie Rudaw (niem. Erzgebirge, czes. Krušné hory), położony ok. 2 km na południowy wschód od miasta Abertamy.
Na wierzchołku znajduje się wieża widokowa z 1895 z restauracją i hotelem z 1908. Na górną platformę ośmiobocznej wieży prowadzi 66 schodów. Z platformy rozpościera się bardzo rozległa panorama Rudaw, z Karlowymi Warami oraz Sławkowskim i Czeskim Lasem. Widać stąd czeski Klínovec (niem. Keilberg) – 1244 m n.p.m. (najwyższy szczyt Rudaw w ogóle), jak również Fichtelberg (1215 m n.p.m.) – najwyższy szczyt Rudaw w granicach Niemiec.